# جمال سليمان
جمال سليمان (20 نوفمبر 1959)، ممثل سوري من مواليد دمشق. اشتهر بعدة أدوار في مسلسلات تلفزيونية أهمها: "التغريبة الفلسطينية"، "ربيع قرطبة"، "ملوك الطوائف". أيد الثورة السورية وكان من الفنانين المعارضين وغادر مع عائلته الى مصر بعد أن تعرض لتهديدات أمنية.

## عن حياته
ولد جمال سليمان في حي باب سريجة بالعاصمة دمشق لعائلة مكونة من تسعة أشقاء، عمل في طفولته بأكثر من مهنة من بينها الحدادة والنجارة والديكور وفي مغسلة سيارات وفي الطباعة وهو في سن السابعة حتى في أيام العيد بناءً على طلب والده، اعتقاداً منه بأن العمل سيجعله رجلاً، وفي سن الرابعة عشرة اتجهت ميوله نحو المسرح ومارس العمل فيه كممثل هاوٍ، ثم انتسب إلى نقابة الفنانين السوريين عام 1981 وتم فصله عام 2015 بقرار نقيب الفنانين زهير رمضان وإحالته لمجلس تأديب.
في يونيو 2017 تعرض لآلام حادة دخل على إثرها إلى مستشفى شتورا وبعد الفحوصات تبين أن بحصة في الكلية هي السبب وبقي ليلتها في المشفى لإجراء عمل جراحي بسيط وخرج في اليوم التالي لم يمارس أي عمل سياسي.

### حياته الأسرية
تزوج من الممثلة السورية وفاء موصللي لكنهما انفصلا بعد ثماني سنوات  تزوج من الإعلامية قمر عمرايا ولم يدم الزواج سوى أربعة وعشرين ساعة ، في العام 2003 تزوج من رنا محمد سلمان ابنة وزير الإعلام السوري السابق ولديه ابن واحد اسمه «محمد»  عام 2009.

## موقفه من الثورة
أعلن معارضته للنظام السوري وتأييده للمعارضة عام 2011 بعد أن كان أحد المؤيدين للرئيس بشار الأسد، عندما كان له مشروع إصلاحي أول ولايته عام 2000 قائلاً بأنه لو مشى في هذا البرنامج لدخل التاريخ السوري من أوسع أبوابه، إلا أنه فشل بذلك لأنه لم يستطيع تزيين الرتوش في النظام القديم، ولم يتمكن من إزالته في الوقت نفسه”.
ومنذ اندلاع الأزمة، انحاز بعض الفنانين لها، إلا أن الكثيرين ظلّوا متمسكين بالنظام، عن هؤلاء قائلاً “أنه ليس ضدّ الفنان الذي يقف مع النظام، ولكنه ضدّ الانتهازيين” ورد على اتهامه بالخيانة والشراكة في سفك الدم، من قبل نقيب الفنانين السوريين لدى النظام “هذا الشيء لا أحترمه على الإطلاق، هناك فنانون لا يعتبرونها ثورة أساساً، هم يقولون إنها احتجاجات تمّ اقتصاصها”.
غادر بعدها سوريا إلى مصر بعد تهديدات طالته هو وعائلته انضم بعدها للائتلاف السوري للمعارضة انسحب منها لاحقاً وبدأ يقدم نفسه كمعارض مستقل لا ينتمي لأي حزب.

## مشواره الفني
بدأ مشواره عام 1974 واشترك مع فرقة من الممثلين الهواة تدعى (فرقة شباب القنيطرة) وعمل بها وشارك في مهرجان مسرح الهواة المسرحية ثلاث دورات في مهرجان مسرح الهواة الذي كانت تقيمه وزارة الثقافة السورية في السبعينات، دخل المعهد العالي للفنون المسرحية بدمشق وتخرج من المعهد بدرجة جيد جداً عام 1981. وعام 1985 بدأ أولى تجاربه على خشبة المسرح في مسرحية (عزيزي مارات المسكين) وقدم في هذه المسرحية شخصية (مارات) بعد حصوله على دبلوم في مناهج إعداد التمثيل وبسبب تفوقه الدراسي أرسل في منحة دراسية إلى بريطانيا لمتابعة دراسة هناك نال على الماجستير في الدراسات المسرحية قسم الإخراج المسرحي من جامعة ليدز عام 1988، ثم عاد للعمل كأستاذ لمادة التمثيل في المعهد العالي للفنون المسرحية وكممثل محترف في السينما والتلفزيون ولعب الشخصية الرئيسية في عدد وفير من الأعمال التلفزيونية، التي شكل بعض منها علامات فارقة في رحلة الدراما السورية.
في مجال السينما، أدى شخصية الدكتور «سعيد عوده» في فيلم المتبقي من إخراج «سيف الله داد»، وشخصية «أبي فهد» في فيلم الترحال من إخراج «ريمون بطرس» وحصل على شهادة تقدير لهذين العملين. عام 1996 تمت تسميته كسفير لصندوق الأمم المتحدة للسكان UNFPA وفي عام 1998 شارك في التحضير لانعقاد أول ندوة إقليمية للإعلاميين العرب والمعنيين في الشؤون السكانية بالتعاون بين UNFA وIPPF. وبصفته سفيراً لصندوق الأمم المتحدة للسكان حضر اجتماعات الهيئة العامة للأمم المتحدة (1999) المخصصة لمناقشة وضع السكان في العالم بعد مرور خمسة أعوام على مؤتمر القاهرة للسكان، وفي نفس العام تم تكريمه من قبل مهرجان الشباب العربي المنعقد في المغرب.
ساهم في عدة أنشطة إنسانية داخل سوريا وخارجها منها المشاركة في الحملة الخيرية لمركز الأمل لأمراض السرطان في مدينة عمّان والتي تمت برعاية الملكة نور الحسين. وفي عام 2000 شارك في ندوة لسفراء الأمم المتحدة للنوايا الحسنة التي عقدت في جنيف. عام 2001 وبمناسبة زيارة بابا الفاتيكان إلى سوريا قام بصفته منتجاً فنياً بإنجاز سلسلة من الأفلام الوثائقية بعنوان «أعمدة النور» التي تتحدث عن تاريخ المسيحية في سوريا ودور القديسين السوريين في نشر المسيحية في العالم. عام 2015 عاد جمال سليمان للدراما السورية بمسلسلين سوريين من إخراج هيثم حقي والثاني من إخراج حاتم علي 

## أعماله

### في المسرح
- (1985): عزيزي مارات المسكين
- (1985): قصة موت معلن
- (1985): الكمان السحري
- (1985): خادم سيدين
- (1993): منمنمات تاريخية
- (1998): زهرة الحبق
- (2002): المتنبي[18]
- (2005): أصوات قلبت العالم

### في السينما
- (1985): عائد إلى حيفا
- (1995): المتبقي
- (1997): الترحال
- (1999): فضاءات رمادية
- (2001): «أعمدة النور»
- (2005): حليم
- (2008): ليلة البيبي دول
- (2012): يوم للحرية [19]
- (2015): القربان
- (2021): الكاهن

### في التلفزيون
- (1985):أحزان عادية
- (1989): طرفة بن العبد
- (1989): لك يا شام
- (1990): هجرة القلوب إلى القلوب
- (1990): شبكة العنكبوت
- (1991): أيام الخوف
- (1992): الدغري
- (1992): درب التبان
- (1992): النار والفرقة
- (1992): اختفاء رجل. بدور (الرائد أدهم)
- (1992): السيرة العربية
- (1994): الإخوة-الجزء الأول
- (1994): موزاييك (قصة رسالة غرام واختلطت الأصوات)
- (1995): اللعبة
- (1995): شيمة
- (1996): زائر الليل
- (1996): خان الحرير- الجزء الأول
- (1996): اللوحة الناقصة
- (1996): المحكوم. بدور (ماجد الشوبكي)
- (1997): خان الحرير- الجزء الثاني
- (1997): بنت الضرة
- (1997): الموت القادم إلى الشرق. بدور (الحاكم نهار)
- (1997): البحر أيوب
- (1998): خيط الدم
- (1998): الثريا
- (1998): ياقوت الحموي
- (1998): الثريا -الجزء الأول
- (1998): قلوب خضراء
- (1998): مقعد في الحديقة
- (1999): الفصول الاربعة. بدور (عادل)
- (1999): حي المزار
- (1999): ثلوج الصيف
- (1999): رمح النار
- (1998): الثريا -الجزء الثاني
- (1999): جلد الأفعى
- (2001): سر النوار
- (2001): صلاح الدين الأيوبي
- (2001): سحر الشرق
- (2001): شام شريف
- (2001): الأيام المتمردة
- (2002): صقر قريش
- (2002): الفصول الأربعة. بدور (عادل)
- (2003): ربيع قرطبة
- (2003): ذكريات الزمن القادم
- (2003): من أجل عينيك [20]
- (2004): التغريبة الفلسطينية
- (2004): الخيط الأبيض
- (2004): فارس بني مروان
- (2004): عالمكشوف
- (2004): العدول
- (2005): عصي الدمع
- (2005): ملوك الطوائف
- (2006): أهل الغرام– الجزء الأول
- (2006): ندى الأيام
- (2006): حدائق الشيطان
- (2007):على حافة الهاوية
- (2007): لحظات حرجة
- (2007):أولاد الليل
- (2008): أهل الراية
- (2009): فنجان الدم
- (2009): أفراح إبليس
- (2010): ذاكرة الجسد
- (2010): قصة حب
- (2010): قضية صفية
- (2011): طالع الفضة
- (2011): الشوارع الخلفية
- (2012): سيدنا السيد
- (2013): نقطة ضعف
- (2014): صديق العمر
- (2015): وجوه وأماكن -(عشارية وقت مستقطع)
- (2016): العراب - نادي الشرق
- (2016): أفراح القبة
- (2016): أهل الغرام-(خماسية الحب المستحيل)
- (2017): أوركيديا
- (2018): أفراح إبليس 2
- (2019): حرملك
- (2019): زي الشمس
- (2020): حرملك 2
- (2021): الطاووس
- (2021): أسرار (قصة خمس دقائق)
- (2022): ظل
- (2022): الاختيار 3
- (2022): مين قال؟!
- (2023): عملة نادرة
- (2025): أهل الخطايا

### تقديم البرامج
- (1991): «كلمة في سهرة» بمشاركة الإعلامية قمر عمرايا[21]

### في الإذاعة
- (2003): أنت الماضي
- (2018): لست وحدك

### في الإخراج
- أخرج عروض الافتتاح والاختتام لمهرجان دمشق السينمائي في عدة دورات.
- (2004): أخرج أوبريت عناق الينابيع في أبو ظبي من غناء أصالة نصري بمناسبة توزيع جوائز أنجال الشيخ هزاع الأدبية

### مشاركته كعضو لجنة تحكيم
- (2019): شارك في لجنة تحكيم برنامج «تحدي القراءة العربي» عن بدورته الرابعة، وعضوية كل من الإعلامية والشاعرة البحرينية الدكتورة بروين حبيب، والكاتبة التونسيّة الدكتورة ليلى العبيدي[22]

## أبرز الأدوار
| الشخصية            | اسم المسلسل                                           |
| ------------------ | ----------------------------------------------------- |
| الأستاذ أحمد       | الدغري                                                |
| مطر                | (ذكريات الزمن القادم)                                 |
| أبو صالح           | (التغريبة الفلسطينية)                                 |
| صلاح الدين الأيوبي | (صلاح الدين الأيوبي)                                  |
| عبد الرحمن الداخل  | (صقر قريش)                                            |
| مندور أبو الدهب    | (حدائق الشيطان)                                       |
| أبو الحسن          | (أهل الراية)                                          |
| همام رسلان         | (أفراح إبليس)                                         |
| ياسين الحمزاوي     | (قصة حب)                                              |
| عادل               | (الفصول الأربعة)                                      |
| خالد بن طوبال      | (ذاكرة الجسد)                                         |
| الدكتور عمر        | (نقطة ضعف)                                            |
| المعلق             | هجرات عُظمى (برنامج وثائقي عُرض على ناشيونال جيوغرافيك) |
| المعلم أبو عليا    | (العراب- نادي الشرق)                                  |
| جاد باشا           | (حرملك)                                               |

## الجوائز والتكريمات
- سوريا: شهادة تقدير من لجنة التحكيم في مهرجان دمشق السينمائي.
- سوريا: (1995): جائزة تقدير لأعماله الفنية، منحه إياها وزير الإعلام السوري.
- الأردن: (2003): تكريم في مؤتمر برلمان الطفل العربي في عمّان برعاية الملكة نور الحسين.
- المغرب: (1999): تكريم من قبل مهرجان الشباب العربي المنعقد في المغرب.
- سوريا: (2001): تكريم من قبل نقابة الفنانين في الجمهورية العربية السورية لإنجازاته في العمل الفني.
- مصر: (2006): تم تكريمة في مهرجان الإذاعة والتليفزيون بمصر وحصل على لقب احسن ممثل لعام
- مصر: تم تكريمة من نادى lions بم
- مصر: تم تكريمة بجامعة الدول العربية
- مصر: تم تكريمة من مجلة دي جي وحصل على لقب أفضل ممثل عن عام 2006/2007 بمصر
- مصر: جائزة ART مهرجان الاوسكار 2007 بمصر
- مصر: تكريم ليونز جاردن سيتى
- مصر: تكريم ليونز المعادي
- مصر: تكريم ليونز مصر الجديدة
- مصر: تكريم إنرويل الإسكندرية
- مصر: تكريم اتحاد المنتجين العرب
- مصر: تكريم ملتقى الأعلام العربي
- مصر: تكريم مركز راماتان بالقاهرة
- مصر: تكريم الجاليات العربية بالولايات المتحدة الإمريكية
- مصر: تكريم الإمم المتحدة
- فلسطين: تكريم من الرئيس الفلسطيني محمود عباس زيارة الوفد السوري
- مصر: تكريم مجلة ليالينا بفندق ماريوت بشرم الشيخ 2009

(عن مسلسل أفراح إبليس )
- مصر: تكريم نادى ليونز السلام بفندق تيريامف 2009

(عن مسلسل أفراح إبليس )
- مصر: ندوه جريده الجمهورية لدوره في مسلسل أفراح إبليس 2009
- مصر: تكريم نادى روتاري القاهرة بفندق سوفيتيل المعادى 2009 (عن مسلسل أفراح إبليس )
- مصر: تكريم اتحاد المنتجين العرب عن مجمل أعماله خلال مشواره الفني
- مصر: تكريم الجامعة العربية المفتوحه بالقاهرة 2009
- سوريا: تكريم مهرجان الدراما السوريا 2010
- لبنان: تكريم من قناة إم بي سي2011
- مصر: (2010): جائزة الإبداع الفني للعام، حيث قامت الدكتورة نهال كامل مديرة مركز عرب أمريكا ورئيسة تحرير إصداراته ومدير تحرير مجلة سمراء خليجية بتقديم جائزة الإبداع الفني.
- السويد (2012): تكريم من مهرجان مالمو السينمائي الدولي
- المغرب: (2015): تكريم من قبل مدينة الداخلة عن مجمل أعماله الفنية
- مصر: (2016): تكريم من مهرجان الرواد بدورته الثانية [25]
- مصر: (2016): جائزة أفضل ممثل في مهرجان مؤسسة الأهرام المصرية للدراما عن دوره في مسلسل أفراح القبة 2016.[26]
- الإمارات العربية المتحدة: (2018): تكريم من مركز راشد لأصحاب الهمم [27]
- مصر:(2019) تكريم من فعاليات معرض التعليم الدولي " EDU GATE"[28]
- الأردن:(2019) تكريم من مهرجان جرش للثقافة والفنون[29]
  -  مصر جائزة التميز والإبداع من مهرجان الديرجيست عن مسلسل الطاوس [30]

## عودته الى سوريا
في 13 يناير 2025 عاد جمال سليمان إلى دمشق بعد غياب استمر 13 عامًا بسبب مواقفه المعارضة لنظام الرئيس السابق بشار الأسد. ونشر سليمان عبر حساباته الرسمية على وسائل التواصل الاجتماعي مقطع فيديو وهو في الطائرة المتجهة إلى العاصمة السورية، حيث قال مبتسمًا: "بالطائرة بعد 13 سنة، متجهين إلى دمشق… زمان، والله اشتقنا يا شام".
تم استقبال الممثل السوري بحفاوة كبيرة من قبل عائلته وأصدقائه وجمهوره، حيث ملأ الحضور مطار دمشق الدولي بالزغاريد والهتافات. كما رفعه المستقبلون على الأكتاف، بينما كان يلوح بالعلم السوري تعبيرًا عن فرحته بعودته. وعند وصوله إلى دمشق، صرح سليمان لوسائل الإعلام قائلاً: "ما أشعر به الآن لا يمكن وصفه. طوال هذه السنوات، كنت على يقين أنني سأعود. كنت أنتظر هذا اليوم بإيمان كبير." وأضاف أن عودته تفتح المجال للتفكير في المستقبل، سواء على الصعيد الفني أو السياسي.

## روابط خارجية
- جمال سليمان على موقع IMDb (الإنجليزية)
- جمال سليمان على موقع قاعدة بيانات الأفلام العربية
- جمال سليمان على موقع قاعدة بيانات الفيلم (الإنجليزية)